# 漢利石鱉屬
漢利石鱉屬（學名：Hanleya）是多板纲鳞侧石鳖目的一個软体动物的屬。舊屬鳞侧石鳖科，今獨立出來成為獨自的漢利石鱉科（Hanleyidae），依舊屬於鳞侧石鳖亞目。本屬除了有現生種，還包括有從漸新世到中新世的化石種。

## 物種
- Hanleya brachyplax Jardim & Simone, 2010：生活於巴西[4][5]
- Hanleya hanleyi (Bean in Thorpe, 1844)：生活於智利，以海綿為食[6]。
- Hanleya harasewychi Sirenko, 2014[3]
- Hanleya mediterranea Sirenko, 2014[3]
- Hanleya tropicalis Dall, 1881

中華漢利石鱉舊屬本屬，今屬Deshayesiella屬。